# Anton Matković
Anton Matković (* 19. února 2006) je chorvatský profesionální fotbalista, který hraje na pozici útočníka za klub NK Osijek.

## Klubová kariéra
Matković začal svou kariéru v menších klubech ze svého rodného města - NK Budainka-Kolonija a NK Željezničar Slavonski Brod. Následně se v 10 letech připojil k akademii NK Marsonia, kde zůstal 6 sezón, než v srpnu 2022 přestoupil do Osijeku. Dne 8. listopadu 2023 debutoval v profesionální lize jako pozdní náhradník při prohře 0:1 s Hajdukem Split. Dne 25. listopadu 2023 vstřelil svůj první seniorský gól, když nastoupil z lavičky proti Dinamu Záhřeb.

## Reprezentační kariéra
Matković reprezentoval Chorvatsko na různých mládežnických úrovních.

## Statistiky

### Klubové
Platí k zápasu hranému 20. května 2024.
| Klub              | Sezóna            | Liga              | Liga   | Liga | Národní pohár | Národní pohár | Kontinentální | Kontinentální | Ostatní | Ostatní | Celkově | Celkově |
| Klub              | Sezóna            | Soutěž            | Zápasy | Góly | Zápasy        | Góly          | Zápasy        | Góly          | Zápasy  | Góly    | Zápasy  | Góly    |
| ----------------- | ----------------- | ----------------- | ------ | ---- | ------------- | ------------- | ------------- | ------------- | ------- | ------- | ------- | ------- |
| Osijek            | 2023/24           | Prva HNL          | 17     | 5    | 1             | 0             | —             | —             | —       | —       | 18      | 5       |
| Celkově v kariéře | Celkově v kariéře | Celkově v kariéře | 17     | 5    | 1             | 0             | 0             | 0             | 0       | 0       | 18      | 5       |